# Portada/article juliol 28

## Johann Sebastian Bach
Johann Sebastian Bach (Eisenach, Turíngia, Alemanya, 21 de març de 1685 – Leipzig, Alemanya, 28 de juliol de 1750) fou un organista i compositor alemany de música barroca, membre de la família de músics més extraordinària de la història amb uns 120 músics.
La seva fecunda obra es considera com el cim de la música barroca i una de les màximes expressions de la música universal, no tan sols per la seva profunditat intel·lectual, la seva perfecció tècnica i la seva bellesa artística, sinó també per la síntesi dels diversos estils de la seva època, del passat i per la seva incomparable extensió. Bach és la font d'inspiració per als posteriors compositors, des de Wolfgang Amadeus Mozart i Ludwig van Beethoven, passant per Johannes Brahms i Arnold Schönberg fins als nostres temps.